# Wanderblock
Ein Wanderblock ist ein Felsblock, der schneller abwärts driftet als das ihn umgebende Material. Typisch sind der vor ihm auftretende Wulst und die hinter ihm hinterlassene Furche, die hangaufwärts weist. Der Wanderblock selbst besteht aus witterungsbeständigem Gestein. Der Vortrieb entsteht durch einen sich im Frühjahr bildenden Feuchtigkeitsspeicher hinter dem Block, der ihn bei Frost hangabwärts drückt.
Wanderblöcke sind weit verbreitet. Sie treten u. a. in Skandinavien, Nordwestengland und den Alpen auf. Aber selbst in Norddeutschland sind sie zu finden. Beispielsweise gibt es eine Gruppe von zehn Wanderblöcken am östlichen Rand der Harburger Berge, die als Naturdenkmäler ausgewiesen sind.